# Ryan Jimenez

Wappen von Ryan Jimenez als Bischof von Chalan Kanoa

Ryan Pagente Jimenez (* 18. Dezember 1971 in Dumaguete City, Philippinen) ist ein philippinischer Geistlicher und römisch-katholischer Erzbischof von Agaña.

## Leben
Ryan Jimenez empfing am 8. Dezember 2003 durch Bischof Tomas Aguon Camacho das Sakrament der Priesterweihe für das Bistum Chalan Kanoa.
Nach verschiedenen Stationen in der Pfarrseelsorge und der bischöflichen Verwaltung, unter anderem als Bischofssekretär, Rektor der Kathedrale und Kanzler der Kurie, war er von 2010 bis 2016 Apostolischer Administrator seiner Diözese. Am 24. Juni 2016 ernannte ihn Papst Franziskus zum Bischof von Chalan Kanoa. Die Bischofsweihe spendete ihm der Sekretär der Kongregation für die Evangelisierung der Völker, Erzbischof Savio Hon Tai-Fai SDB, am 14. August desselben Jahres. Mitkonsekratoren waren sein Amtsvorgänger Tomas Aguon Camacho und der Bischof von Dumaguete, Julito Buhisan Cortes.
Am 6. Juli 2024 ernannte ihn Papst Franziskus zum Erzbischof von Agaña. Die Amtseinführung fand am 15. August desselben Jahres statt.
Seit November 2023 ist Jimenez Präsident der Pazifischen Bischofskonferenz.